# Turnerville
Turnerville è un census-designated place degli Stati Uniti d'America, situato nella Contea di Lincoln nello stato del Wyoming. Nel censimento del 2010 la popolazione era di 192 abitanti.

## Geografia fisica
Secondo i rilevamenti dell'United States Census Bureau, la località di Turnerville si estende su una superficie di 10,5 km², tutti occupati da terre.

## Popolazione
Secondo il censimento del 2000, a Turnerville vivevano 155 persone, ed erano presenti 40 gruppi familiari. La densità di popolazione era di 14,7 ab./km². Nel territorio comunale si trovavano 57 unità edificate. Per quanto riguarda la composizione etnica degli abitanti, il 96,77% era bianco e il 3,33% apparteneva a due o più razze. La popolazione di ogni razza ispanica corrispondeva all'1,29% degli abitanti.
Per quanto riguarda la suddivisione della popolazione in fasce d'età, il 39,4% era al di sotto dei 18, il 5,2% fra i 18 e i 24, il 23,2% fra i 25 e i 44, il 15,5% fra i 45 e i 64, mentre infine il 16,8% era al di sopra dei 65 anni di età. L'età media della popolazione era di 35 anni. Per ogni 100 donne residenti vivevano 112,3 uomini.